# Vol Aeroflot 528
Le vol Aeroflot 528 s’écrasa alors qu'il tentait d'atterrir à son aéroport de destination dans des conditions météorologiques difficiles. L'avion a atterri à environ 1500 mètres du seuil de piste, piste qui faisait un peu plus de 2 400 mètres de long, à trop grande vitesse, qui fut victime d'aquaplanage. Le pilote, n’étant pas tout à fait sûr sur la localisation de l'avion sur la piste, tenta alors de remettre les gaz pour redécoller (tout en ayant moins de 300 mètres de piste restante), roula jusqu’à l’extrémité de la piste, et abandonna sa tentative de redécollage. L'avion heurta des obstacles, se disloqua et prit feu. 5 passagers périrent sur les lieux, un autre passager et deux personnels navigants mourront plus tard de leurs blessures.